# Сажин, Михаил Макарович
Михаи́л Мака́рович Са́жин (1818—1887) — русский художник и график, академик Императорской Академии художеств.

## Биография
Родился в 1818 году в городе Галич Костромской губернии Российской империи (ныне Костромская область РФ) в купеческой семье. Отец — Макар Алексеевич Сажин — купец третьей гильдии.
Обучался в Императорской академии художеств (1834—1840) в качестве вольного слушателя. За успехи в жанре пейзажной живописи в 1839 году награждён малой серебряной медалью. С 1840 года получил звание вольного (не классного) художника за два вида берегов Невы.
Получил звание «назначенного в академики» (1854). Получил звание академика (1855) за картину «Внутренний вид Киево-Софийского собора».
С 1844 по 1860-е годы жил и работал в Киеве. В июле 1846 года поселился вместе с Т. Г. Шевченко, с которым познакомился в Петербурге, в Крещатикском переулке в доме, принадлежавшем мелкому чиновнику И. Житницкому. Совместно работал с ним над альбомом «Виды Киева».
Автор произведений, на которых изображены архитектурные сооружения и пейзажи Киева: «Древние фрески в Киево-Софийском соборе», «Выдубицкий монастырь в Киеве», «Щекавица — место, где погребён князь Олег», «У переправы через Днепр» (1846), «Внутренний вид Софийского собора в Киеве», акварели — «Праздник закладки Цепного моста в Киеве» (1848), «Остатки монастыря св. Ирины вблизи Софийского собора», «Старый Киев. Печерск», «Вид Киева с Куреневки», «Университет», «Остатки Золотых ворот времени великого князя Ярослава», «Памятник князю Владимиру» и др.
Большинство работ художника хранятся в Национальном художественном музее Украины и Государственном Русском музее.
Умер в 1885 году в Омске.

## Творчество
- Михаил Сажин «Вид на Киев» (1840-е)
- Михаил Сажин «Красный корпус Киевского Университета» (Западный фасад) в начале 40-х годов XIX века. Акварель.
- Михаил Сажин «Вид Владимирской горки в Киеве»
- Михаил Сажин «Руины монастыря св. Ирины» (1846 год)
- Михаил Сажин «Вид на Подол с Щекавицы» (конец 40-х гг. XIX века)
- Михаил Сажин «Панорама Подола»

Получил известность в качестве художника старого Киева и друга Тараса Шевченко, с которым подружился в Петербурге.

## Память
В его честь в 1962 году переименована одна из улиц на Подоле в городе Киеве.

### Почтовые марки
В 2003 году художница Оксана Тарнавская использовала репродукции картин Михаила Сажина для оформления коммеморативных почтовых марок серии «Киев глазами художников» (укр. «Київ очима художників»), введённых в обращение почтой Украины в 2003 году:
| № по каталогу   | Изображение | Описание и источники | Номинал     | Дата выхода       | Тираж   | Художник          |
| --------------- | ----------- | --- | ----------- | ----------------- | ------- | ----------------- |
| № 528 (Mi #588) |             | Серія «Київ очима художників»: Краєвид Подолу з Щекавиці. Кінець 1840-х. Михайло Сажин с укр. — «Серия «Киев глазами художников»: - «Вид на Подол с Щекавицы» (Михаил Сажин, конец 1840-х)» | 0,45 гривны | 18 июля 2003 года | 200 000 | Оксана Тарнавская |
| № 529 (Mi #589) |             | Серія «Київ очима художників»: Залишки монастиря Св. Ірини. 1846. Михайло Сажин с укр. — «Серия «Киев глазами художников»: - Руины монастыря св. Ирины (Михаил Сажин, 1846)»                | 0,45 гривны | 18 июля 2003 года | 200 000 | Оксана Тарнавская |

## Комментарии
1. ↑  Коммеморативные марки — обобщённое название специальных художественных (памятных, юбилейных и других) почтовых марок. Для упрощения терминологии в случаях, когда требуется лишь подчеркнуть, что данная марка не является общеупотребляемой (то есть стандартной), под термином «коммеморативная марка» подразумевают, кроме перечисленных выше, также тематические (рисунки которых, посвящены определённой теме коллекционирования) марки. Также все упомянутые марки, объединённые термином «коммеморативная», имеют общую черту: как правило, такие марки изготовляются на высоком полиграфическом уровне[5].